# Nyzeeländsk pälssäl
Nyzeeländsk pälssäl (Arctocephalus forsteri) är en art i familjen öronsälar.

## Utseende
Arten har gråbrun päls och hanarna har dessutom en svart man vid halsen. Nyzeeländsk pälssäl har en spetsig nos och näsan vid spetsen liknar ibland en bubbla. Dessutom finns långa morrhår. Hanen blir 250 cm lång och upp till 150 kg tung. Honan är med en längd av 150 cm och en vikt av 50 kg betydligt mindre. Ungarnas päls är med undantag av nosen och buken svartaktig. Pälsen byts ut efter cirka tre månader.

## Utbredningsområde
Nya Zeelands pälssäl förekommer vid Nya Zeelands sydö och vid kustlinjen av södra och västra Australien. Några kolonier finns på subantarktiska öar, på Nya Zeelands nordö och på Tasmanien. Utanför parningstiden vandrar dessa djur och når ställen som är belägna längre norrut.

## Ekologi
Könsmogna hanar simmar vanligen under oktober till parningsplatsen och strider där med andra hanar om ett revir som ger bästa möjlighet att para sig. Under striden kan de få sår på huvudet eller på halsen. Honorna infinner sig i november eller december och föder sedan ungdjuret som de var dräktiga med sedan förra parningstiden. Ungefär 6 till 8 dagar efter födseln parar sig honan med en av hanarna. Dominanta hanar parar sig oftast och kan ha en grupp med 5 till 8 honor. Några dagar efter födseln lämnar honan ungen tillfällig för att fånga fisk. Cirka tio månader senare slutar honan med digivning. Det befruktade ägget vilar ungefär tre månader och den egentliga dräktigheten varar cirka nio månader så att tiden mellan två parningar blir ett år. Honor blir efter 4 till 6 år könsmogna och hanar efter 5 till 6 år. Den första framgångsrika parningen sker för hanar efter 8 till 10 år.
Utanför parningstiden bilar vuxna hanar flockar i ett annat område när de vilar på land. Vid parningsplatsen stannar bara ungdjur. De besöks ibland av vuxna honor. Nyzeeländsk pälssäl jagar ryggradslösa djur som bläckfiskar, fiskar och vattenlevande fåglar som pingviner. Vanligen dyker sälen en till två minuter. Ibland stannar de 14 minuter under vattenytan och når 400 meter djup.
Arten jagas själv av späckhuggare, större hajar och andra stora sälar.

## Beståndet
Kolonierna på Australien och Tasmanien var vid slutet av 1800-talet nästan utdöda. På Nya Zeeland fanns 1825 inga kolonier kvar. Bara enskilda djur överlevde gömda i grottor. Fram till idag (2008) har beståndet i Nya Zeeland ökat till 60 000 individer. På senare år har mindre kolonier av arten iakttagits även på Nya Zeelands nordö. I Australien finns uppskattningsvis 35 000 individer av arten.